# 1886
Промислова революція •  Колоніальні імперії •  Національно-визвольні рухи • Робітничий рух

## Геополітична ситуація
У Росії царює імператор Олександр III (до 1894). Російській імперії належить більша частина України, значна частина Польщі, Бессарабія, Закавказзя, Фінляндія, Бухарське ханство, Хівинське ханство. Україну розділено між двома державами — Королівство Галичини та Володимирії належить Австро-Угорщині, Правобережжя, Лівобережжя та Крим — Російській імперії.
В Османській імперії править султан Абдул-Гамід II (до 1909). Під владою османів перебувають Близький Схід, Середземноморське узбережжя Північної Африки частина Балкан, автономна Болгарія.
В Австро-Угорщині править Франц-Йосиф I (до 1916). Імперія охоплює, крім австрійських та угорських земель, Хорватію, Трансильванію, Богемію. Німецьку імперію очолює Вільгельм I (до 1888). Німецька імперія має колонії в Африці.
У Франції при владі Третя французька республіка. Франція має колонії в Алжирі, Карибському басейні, Південній Америці в Індокитаї. Королівство Іспанія формально очолює неповнолітній Альфонс XIII (до 1931). Іспанії належать частина островів Карибського басейну, Філіппіни. У Португалії править Луїш I (до 1889). Португалія має володіння в Африці, Індії, Індійському океані й Індонезії.
У Великій Британії триває Вікторіанська епоха — править королева Вікторія (до 1901). Британська імперія має колонії в Північній Америці, на Карибах, в Африці та в Індостані. Королівство Нідерланди очолює Віллем III (до 1890). Король Данії та Норвегії — Кристіан IX (до 1906), Оскар II сидить на шведському троні (до 1907), на троні Королівства Італія — Умберто I (до 1900).
Бразильську імперію очолює Педру II (до 1889). Гровер Клівленд обіймає посаду президента США. Територію на півночі північноамериканського континенту займає Канадська конфедерація (домініон Великої Британії), територія на півдні континенту належить Мексиці.
В Ірані при владі Каджари. Владу над Індостаном та Бірмою утримує Британська корона, над В'єтнамом — Франція. У Сіамі править династія Чакрі. У Китаї володарює Династія Цін. У Японії триває період Мейдзі.

## Події

### В Україні
- У Горлівці вироблено першу в Російській імперії (Україні) ртуть.
- У Херсоні вийшов перший «Збірник драматичних творів» Івана Карпенка-Карого.
- У Євпаторії відкрили Мойнакську грязелікарню.
- Желехівкою, яку створив Євген Желехівський, видано «Малорусько-німецький словар».
- Запущено Коломийський трамвай.

### У світі
- 1 січня Велика Британія анексувала Бірму.
- 3 березня підписано Бухарестський мирний договір між Сербією та Болгарією.
- 12 червня баварського короля Людвіга II скинуто з престолу й затримано.
- 4 вересня останній американський індіанець-воїн, Джеронімо здався в Аризоні. Після ув'язнення він став фермером та радником армії США.
- 28 вересня освячено Статую Свободи.

### У суспільному житті
- У США пройшли загальний страйк та першотравневі демонстрації робітників у боротьбі за 8-годинний робочий день. Вони досягли апогею 4 травня виступом на площі Геймаркет.
- 9 вересня Бельгія, Велика Британія, Гаїті, Іспанія, Італія, Ліберія, Німеччина, Туніс, Франція та Швейцарія підписали Бернську конвенцію про охорону літературних і художніх творів.
- Готтліб Даймлер зібрав перший автомобіль. Незалежно від нього автомобіль презентував Карл Бенц.
- Джон Пембертон створив напій кока-кола.
- Замок Нойшванштайн відкрито для публіки.
- Фрідріх Зоннекен зареєстрував патент на діркопробивач.
- Засновано
  - Компанію Robert Bosch GmbH у Німеччині.
  - Компанію Johnson & Johnson у США.
  - Компанію Avon Products у США.
  - Місто Аддис-Абеба в Ефіопії.
- Томас Стівенс завершив навколосвітню подорож на пенні-фартингу.

### У науці
- Клеменс Вінклер відкрив хімічний елемент Германій.
- Анрі Муассан виділив елементарний Фтор.
- Генріх Герц підтвердив існування електромагнітних хвиль.
- Вільям Стенлі-молодший запатентував трансформатор.

### У мистецтві
- Роберт Луїс Стівенсон опублікував роман «Химерна пригода з доктором Джекілом та містером Гайдом».
- Томас Гарді видав роман «Мер Кестербріджа».
- Каміль Сен-Санс скомпонував «Карнавал тварин».
- Вінсент ван Гог написав картину «Череп з цигаркою».

### У спорті
- Засновано футбольний клуб «Грассгоппер».
- Засновано любительську хокейну асоціацію Канади.
- Вільгельм Стейніц став першим чемпіоном світу з шахів.

## Народились
Див. також Категорія:Народились 1886
- 1 січня — Рекс Стаут, американський письменник детективного жанру. Автор серії книжок про Ніро Вульфа.
- 26 січня — Тележинський Михайло, композитор, хоровий диригент, публіцист, духовний та політичний діяч.
- 26 квітня — Ма Рейні, американська співачка.
- 28 травня — Ходасевич Владислав Феліціанович, російський поет.
- 25 червня — Крип'якевич Іван, український історик.
- 6 липня — Марк Блок, французький історик, засновник сучасної історіографії.
- 6 серпня — Бондарчук Степан Корнійович, актор, театральний діяч (пом. 1970).
- 29 липня — Григорій Хмара, американський актор українського походження.
- 13 вересня — Роберт Робінсон, англійський хімік-органік, лауреат Нобелівської премії 1947 року.

## Померли
Див. також Категорія:Померли 1886